# Pibo Ovittius van Abbema

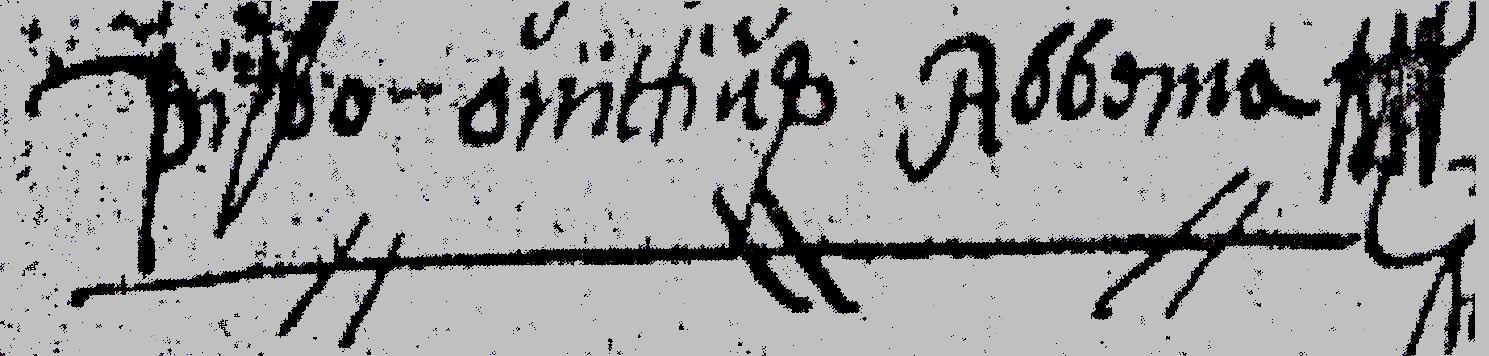
Handtekening van Pibo Ovittius van Abbema

Pibo(nni) Ovitius van Abbema, werkelijke naam Pibe Wytthiezoon van Abbema (Grouw, ca. 1542 – 1618), was een Nederlands predikant.
Pibe verhuisde naar Oldeboorn, trouwde met Waeb Syrcksdochter en kreeg kinderen. Zijn beroep was apotheker. Oorlog dwong hem de wijk te nemen naar Groningen, waar hij vervolgens een tweede vrouw trouwde, en een kind verwekte. Toen deze bigamie bekend werd, zette het Hof van Friesland hem gevangen, en uiteindelijk werd hij uit Friesland verbannen. Zijn "echte" vrouw Waeb Syrcksdochter werd op 17 augustus 1594 in de Doelhôftsjerke in Oldeboorn begraven.
Pibe van Abbema begon toen aan een eindeloze zwerftocht, waarbij hij eerst als medicus, daarna als pastoor en ten slotte als dominee in zijn levensonderhoud voorzag. Als pestdokter dook hij achtereenvolgens op in Delft, Amersfoort en Duisburg. Na priesterwijding in Keulen was hij pastoor in het Limburgse Kessel en daarna in het Kleefse land (Orsoy en Weeze). Als gereformeerd dominee werkte hij in Terborg, Ochten, Werkhoven, op het eiland Wieringen, in Didam, Enschede, Hagestein, Nigtevecht en Zuilen. Als pastoor/dominee liet Pibe zich Ovittius noemen. De levensloop van Pibe lijkt haast een schelmenroman. Telkens wist hij voor korte tijd het vertrouwen van hooggeplaatste personen in kerk en politiek te winnen. Zo wist hij twee keer de steun te verwerven van Maria van den Bergh, de zus van Willem van Oranje. Dat kon echter niet voorkomen dat hij keer op keer moest vluchten, omdat hij werd ingehaald door geruchten over zijn verleden. Met betrekking tot zijn amoureuze levenswandel werd duidelijk dat "er oan ien frou blykber net genôch hie", aan één vrouw had hij blijkbaar niet genoeg.
Ook in kerkelijk opzicht kon hij als pastoor of als dominee met groot gemak verschillende heren dienen. Als medicus genoot hij de twijfelachtige reputatie van tovenaar en weerwolf. Hij was een man met vele gezichten; iemand die zijn tijdgenoten in verwarring bracht met zijn voortdurende gedaanteverwisselingen. Het verhaal van Pibo Ovittius speelt op het moment dat de ingrijpende kerkelijke en maatschappelijke veranderingen plaatsvinden aan het einde van de zestiende eeuw. Zijn levensloop laat treffend zien hoe dun de scheidslijnen tussen katholiek en protestants en tussen Spaans en Staats nog lange tijd geweest zijn.
Ondanks zijn niet onbesproken gedrag werd nog tijdens zijn leven in 1612 een tegeltableau voor hem aangebracht in de zuidmuur van de Doelhôftsjerke in Oldeboorn. Het eerbetoon had hij te danken aan zijn zoon Wietse, die als ziekentrooster in Oost- en West-Indië in de sporen van zijn vader trad en zelfs diens naam (Ovittius Abbema) overnam. De grafsteen van Waeb Syrcksdochter en het tegeltableau zijn nu nog te bewonderen.
De in Enschede op 30 juli 1923 opgerichte Nederlands-hervormde Ovitius-stichting is naar hem genoemd als eerste gereformeerde predikant ter plaatse.
De Romeinse dichter Ovidius, naar wie zijn gelatiniseerde naam evenzeer verwijst als naar Wietieszoon, heeft opmerkelijke overeenkomsten met Pibe. Beiden voelden de pijn van ballingschap, ver van huis en haard, en waren elk op hun eigen manier meesters van de metamorfose.
- International Standard Name Identifier: 0000 0003 9149 1206
- Nederlandse Thesaurus van Auteursnamen: 256972362
- Virtual International Authority File: 285364557
- WorldCat: E39PBJd8fCKkFKyByc3vJ9Gyh3